# Dekokt
Ein Dekokt (lateinisch Decoctum von decoquere „abkochen“, auch Decoctio), Abkochung oder Absud  ist ein wässriger Extrakt, der durch das Kochen von festen Drogen gewonnen wird. Durch Absieden bzw. Versieden kommt es zur Eindickung.
Bereits in den Arzneibüchern des 14. Jahrhunderts werden Dekokte als (externe) flüssige Arzneiform aufgeführt. Im Gegensatz zu den heutigen Formulierungen im DAB wurden die verwendeten Substanzen früher oft auch vor dem Kochen mazeriert.
Dekokte sind heute frisch angesetzte wässrige Auszüge aus zerkleinerten Pflanzenteilen, die mit kaltem Wasser übergossen werden, dann unter wiederholtem Umrühren im Wasserbad erhitzt und anschließend abgepresst werden.
Dekokte werden seit jeher weltweit in der Medizin und der Phytotherapie angewendet.